# Bodies
Bodies és una minisèrie de televisió britànica de thriller de ciència-ficció escrita i creada principalment per a Netflix per Paul Tomalin i dirigida per Marco Kreuzpaintner i Haolu Wang. Es basa en la novel·la gràfica homònima de DC Vertigo publicada entre 2014 i 2015, escrita per Si Spencer i il·lustrada per Dean Ormston, Tula Lotay, Meghan Hetrick i Phil Winslade. La sèrie consta de vuit episodis i es va estrenar a Netflix el 19 d'octubre de 2023, amb subtítols en català.
La història comença amb l'aparició d'un cadàver a Longharvest Lane, al barri londinenc de Whitechapel. Aquest esdeveniment succeeix al mateix lloc en quatre anys –1890, 1941, 2023 i 2053– i dona lloc a quatre investigacions dels investigadora de la Policia Metropolitana que finalment s'interrelacionen, amb conseqüències de gran abast.

## Producció

### Desenvolupament

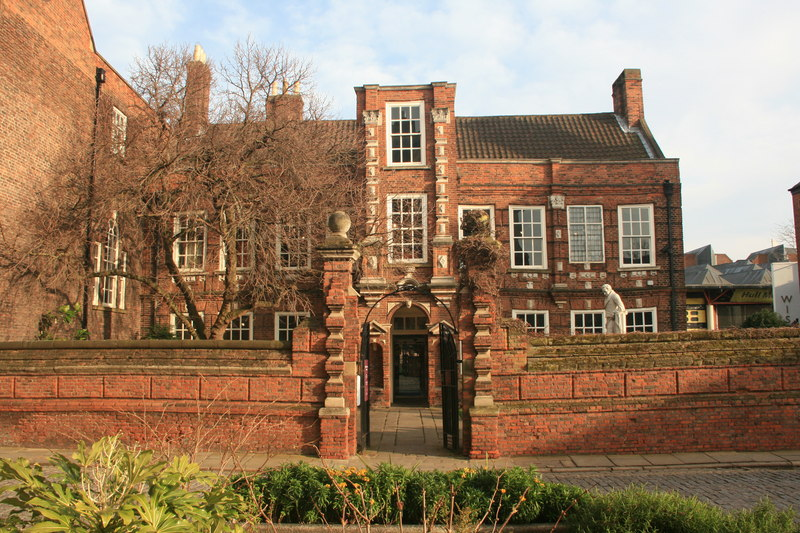
La casa d'en Harker es va gravar a Wilberforce House.

La sèrie es va anunciar el febrer de 2022 amb Paul Tomalin com a creador i productor executiu. Moonage Pictures seria l'empresa productora de la sèrie. Danusia Samal també s'ocuparia del guió.

### Càsting
El juliol de 2022, es va anunciar que Shira Haas, Stephen Graham, Jacob Fortune-Lloyd, Kyle Soller i Amaka Okafor s'unien al repartiment de la minisèrie.

### Rodatge
La gravació va començar el 16 de maig de 2022. Joel Devlin n'és el director de fotografia. Moltes escenes es van filmar al barri vell de Kingston upon Hull, concretament a edificis victorians del centre de la ciutat; d'altres es van filmar a bord dels vaixells de Hornblower Cruises i a la drassana de creuers de York. La casa de Harker és la Wilberforce House de Hull. Moltes de les escenes futuristes es van filmar a la Universitat de Leeds, a la Little Kelham de Sheffield i a la zona de Park Hill. Les escenes de la fictícia Longharvest Lane es van filmar a la Wentworth Woodhouse de Wentworth (South Yorkshire), en un cantó que normalment no és a la vista pública. La sèrie es va completar el 21 d'octubre de 2022.